# Atalanta Bergamasca Calcio 1977-1978
Questa voce raccoglie le informazioni riguardanti l'Atalanta Bergamasca Calcio nelle competizioni ufficiali della stagione 1977-1978.

## Stagione
La squadra parte bene in campionato, ottenendo i migliori risultati in trasferta: vittorie con Genoa, Milan, Lazio e Verona e pareggio sul campo della Juventus campione d'Italia. In contrapposizione stenta tra le mura amiche, con una flessione nella parte finale del torneo che rovina un campionato più che positivo.
In Coppa Italia il cammino dei neroazzurri si interrompe al primo turno a gironi per via delle sconfitte con Ascoli e Inter, del pareggio con il Como e della vittoria contro la Cremonese.
La squadra partecipa anche alla Coppa d'Estate, dove affronta i francesi del Metz (vittoria sia in casa 1-0 che in trasferta 1-0), i belgi del Liegi (sconfitta in Belgio 3-1 e pareggio a Bergamo 2-2) e i tedeschi del Bochum (sconfitta in trasferta 3-1 e sconfitta in casa per 2-1), venendo quindi eliminata nel primo turno.

## Organigramma societario
Area direttiva
- Presidente: Achille Bortolotti
- Vice presidenti: Enzo Sensi
- Amministr. delegato: Franco Morotti
- Segretario: Giacomo Randazzo

Area tecnica
- Direttore sportivo: Francesco Landri
- Allenatore: Titta Rota
- Vice allenatore: Zaccaria Cometti

Area sanitaria
- Medico sociale: Pier Luigi Cavalli
- Massaggiatore: Renzo Cividini

## Rosa
| N. |                   | Ruolo | Calciatore            |
| -- | ----------------- | ----- | --------------------- |
|    | Italia (bandiera) | P     | Luciano Bodini        |
|    | Italia (bandiera) | P     | Pier Luigi Pizzaballa |
|    | Italia (bandiera) | D     | Gabriele Andena       |
|    | Italia (bandiera) | D     | Amedeo Baldizzone     |
|    | Italia (bandiera) | D     | Alberto Cavasin       |
|    | Italia (bandiera) | D     | Giorgio Mastropasqua  |
|    | Italia (bandiera) | D     | Giovanni Mei          |
|    | Italia (bandiera) | D     | Giovanni Vavassori    |
|    | Italia (bandiera) | C     | Battista Festa        |
|    | Italia (bandiera) | C     | Gian Pietro Marchetti |
|    | Italia (bandiera) | C     | Lucio Mongardi        |

| N. |                   | Ruolo | Calciatore     |
| -- | ----------------- | ----- | -------------- |
|    | Italia (bandiera) | C     | Antonio Rocca  |
|    | Italia (bandiera) | C     | Augusto Scala  |
|    | Italia (bandiera) | C     | Roberto Tavola |
|    | Italia (bandiera) | A     | Ezio Bertuzzo  |
|    | Italia (bandiera) | A     | Giacomo Libera |
|    | Italia (bandiera) | A     | Luigi Manueli  |
|    | Italia (bandiera) | A     | Angelo Paina   |
|    | Italia (bandiera) | A     | Marco Piga     |
|    | Italia (bandiera) | A     | Mario Piga     |
|    | Italia (bandiera) | A     | Hubert Pircher |
|    | Italia (bandiera) | D     | Remo Zavarise  |

## Risultati

### Serie A

#### Girone di andata
| Arbitro: | Lo Bello (Siracusa) |

|           |           |                |
| Paina 62’ | Marcatori | 73’ Speggiorin |

| Bologna 18 settembre 1977 2ª giornata | Bologna          | 0 – 0 | Atalanta | Stadio Comunale\| Arbitro: \| Benedetti (Roma) \| |
| Arbitro:                              | Benedetti (Roma) |       |          |                                                   |

| Arbitro: | Menicucci (Firenze) |

|            |           |             |
| Libera 49’ | Marcatori | 80’ D'Amico |

| Arbitro: | Schena (Foggia) |

|           |           |                        |
| Luppi 84’ | Marcatori | 55’ Manueli 80’ Tavola |

| Arbitro: | Gonella (Torino) |

|            |           |             |
| Tavola 63’ | Marcatori | 86’ Savoldi |

| Arbitro: | Pieri (Genova) |

|                       |           |                                         |
| Rocca 32’, 70’ (rig.) | Marcatori | 38’, 51’ Guidetti 46’, 86’ (rig.) Rossi |

| Arbitro: | Benedetti (Roma) |

|            |           |            |
| Benetti 4’ | Marcatori | 28’ Libera |

| Arbitro: | Mattei (Macerata) |

|            |           |             |
| Libera 85’ | Marcatori | 33’ Damiani |

| Arbitro: | Reggiani (Bologna) |

|               |           |  |
| Scanziani 52’ | Marcatori |  |

| Bergamo 11 dicembre 1977 10ª giornata | Atalanta         | 0 – 0 | Fiorentina | Stadio Comunale\| Arbitro: \| Gonella (Torino) \| |
| Arbitro:                              | Gonella (Torino) |       |            |                                                   |

| Pescara 18 dicembre 1977 11ª giornata | Pescara        | 0 – 0 | Atalanta | Stadio Adriatico\| Arbitro: \| Lapi (Firenze) \| |
| Arbitro:                              | Lapi (Firenze) |       |          |                                                  |

| Arbitro: | Menicucci (Firenze) |

|              |           |            |
| Bertuzzo 40’ | Marcatori | 28’ Rivera |

| Arbitro: | Barbaresco (Cormons) |

|           |           |  |
| Colla 43’ | Marcatori |  |

| Bergamo 15 gennaio 1978 14ª giornata | Atalanta        | 0 – 0 | Torino | Stadio Comunale\| Arbitro: \| Lattanzi (Roma) \| |
| Arbitro:                             | Lattanzi (Roma) |       |        |                                                  |

| Arbitro: | Panzino (Catanzaro) |

|                                     |           |                  |
| Di Bartolomei 37’, 81’ Casaroli 51’ | Marcatori | 62’ Mastropasqua |

#### Girone di ritorno
| Arbitro: | Ciulli (Roma) |

|               |           |             |
| Dal Fiume 18’ | Marcatori | 28’ Pircher |

| Bergamo 5 febbraio 1978 17ª giornata | Atalanta         | 0 – 0 | Bologna | Stadio Comunale\| Arbitro: \| D'Elia (Salerno) \| |
| Arbitro:                             | D'Elia (Salerno) |       |         |                                                   |

| Arbitro: | Agnolin (Bassano del Grappa) |

|  |           |                |
|  | Marcatori | 59’, 66’ Scala |

| Arbitro: | Menegali (Roma) |

|             |           |  |
| Pircher 65’ | Marcatori |  |

| Arbitro: | Terpin (Trieste) |

|                |           |                                |
| Massa 29’, 84’ | Marcatori | 36’ Paina 44’ (aut.) Stanzione |

| Arbitro: | Paparesta (Bari) |

|                                 |           |                              |
| Rossi 57’ (rig.) Mei 82’ (aut.) | Marcatori | 29’ Pircher 58’ (rig.) Scala |

| Arbitro: | Agnolin (Bassano del Grappa) |

|  |           |                       |
|  | Marcatori | 56’ Verza 82’ Benetti |

| Arbitro: | Michelotti (Parma) |

|  |           |             |
|  | Marcatori | 30’ Manueli |

| Arbitro: | Longhi (Roma) |

|  |           |            |
|  | Marcatori | 77’ Oriali |

| Arbitro: | Barbaresco (Cormons) |

|                       |           |                               |
| Sella 66’ Casarsa 71’ | Marcatori | 45’ (rig.) Scala 51’ Bertuzzo |

| Arbitro: | Milan (Treviso) |

|                    |           |  |
| Festa 6’ Scala 82’ | Marcatori |  |

| Arbitro: | Ciacci (Firenze) |

|  |           |            |
|  | Marcatori | 83’ Tavola |

| Arbitro: | Michelotti (Parma) |

|                  |           |                                    |
| Scala 77’ (rig.) | Marcatori | 25’ (aut.) Festa 41’ (aut.) Andena |

| Arbitro: | Longhi (Roma) |

|                                         |           |                                |
| Pulici 44’, 87’ (rig.) Festa 51’ (aut.) | Marcatori | 59’ Vavassori 70’ (rig.) Festa |

| Arbitro: | Patrussi (Arezzo) |

|  |           |                   |
|  | Marcatori | 75’ Di Bartolomei |

### Coppa Italia

#### Primo turno
| Arbitro: | Lanzafame (Taranto) |

|                            |           |                |
| Marco Piga 54’ Pircher 90’ | Marcatori | 50’ De Giorgis |

| Bergamo 24 agosto 1977 2ª giornata | Atalanta        | 0 – 0 | Como | Stadio Comunale\| Arbitro: \| Mascia (Milano) \| |
| Arbitro:                           | Mascia (Milano) |       |      |                                                  |

| Arbitro: | Artico (Padova) |

|                           |           |           |
| Moro 7’ (rig.) Scorsa 32’ | Marcatori | 90’ Paina |

| Arbitro: | Serafino (Roma) |

|                                       |           |             |
| Altobelli 49’ Fedele 75’ Anastasi 87’ | Marcatori | 12’ Pircher |

### Coppa d'Estate

#### Girone 12
| Arbitro: | Lops |

|              |           |  |
| Bertuzzo 76’ | Marcatori |  |

| Arbitro: | Rion |

|  |           |          |
|  | Marcatori | Bertuzzo |

| Arbitro: | Burgers |

|  |           |        |
|  | Marcatori | Tavola |

| Arbitro: | Seis |

|  |           |           |
|  | Marcatori | 23’ Paina |

| Arbitro: | Benedetti |

|       |           |  |
| Paina | Marcatori |  |

| Arbitro: | Terpin |

|          |           |  |
| Bertuzzo | Marcatori |  |

## Statistiche

### Statistiche di squadra
| Competizione   | Punti | In casa | In casa | In casa | In casa | In casa | In casa | In trasferta | In trasferta | In trasferta | In trasferta | In trasferta | In trasferta | Totale | Totale | Totale | Totale | Totale | Totale | DR |
| Competizione   | Punti | G       | V       | N       | P       | Gf      | Gs      | G            | V            | N            | P            | Gf           | Gs           | G      | V      | N      | P      | Gf     | Gs     | DR |
| -------------- | ----- | ------- | ------- | ------- | ------- | ------- | ------- | ------------ | ------------ | ------------ | ------------ | ------------ | ------------ | ------ | ------ | ------ | ------ | ------ | ------ | -- |
| Serie A        | 27    | 15      | 2       | 8       | 5       | 11      | 15      | 15           | 4            | 7            | 4            | 17           | 17           | 30     | 6      | 15     | 9      | 28     | 32     | -4 |
| Coppa Italia   |       | 2       | 1       | 1       | 0       | 2       | 1       | 2            | 0            | 0            | 2            | 2            | 5            | 4      | 1      | 1      | 2      | 4      | 6      | -2 |
| Coppa d'Estate |       | 3       | 1       | 1       | 1       | 4       | 4       | 3            | 1            | 0            | 2            | 3            | 6            | 6      | 2      | 1      | 3      | 7      | 10     | -3 |
| Totale         |       | 20      | 4       | 10      | 6       | 17      | 20      | 20           | 5            | 7            | 8            | 22           | 28           | 40     | 9      | 17     | 14     | 39     | 48     | -9 |

### Statistiche dei giocatori
| Giocatore       | Serie A  | Serie A | Serie A     | Serie A    | Coppa Italia | Coppa Italia | Coppa Italia | Coppa Italia | Coppa d'Estate | Coppa d'Estate | Coppa d'Estate | Coppa d'Estate | Totale   | Totale | Totale      | Totale     |
| Giocatore       | Presenze | Reti    | Ammonizioni | Espulsioni | Presenze     | Reti         | Ammonizioni  | Espulsioni   | Presenze       | Reti           | Ammonizioni    | Espulsioni     | Presenze | Reti   | Ammonizioni | Espulsioni |
| --------------- | -------- | ------- | ----------- | ---------- | ------------ | ------------ | ------------ | ------------ | -------------- | -------------- | -------------- | -------------- | -------- | ------ | ----------- | ---------- |
| G. Andena       | 26       | 0       | ?           | ?          | 4            | 0            | ?            | ?            | 5              | 0              | ?              | ?              | 35       | 0      | ?           | ?          |
| A. Baldizzone   | 0        | 0       | 0           | 0          | 0            | 0            | 0            | 0            | 0              | 0              | 0              | 0              | 0        | 0      | 0           | 0          |
| E. Bertuzzo     | 16       | 2       | ?           | ?          | 0            | 0            | 0            | 0            | 6              | 3              | ?              | ?              | 22       | 5      | 0+          | 0+         |
| L. Bodini       | 8        | 0       | ?           | ?          | 4            | 0            | ?            | ?            | 2              | 0              | ?              | ?              | 14       | 0      | ?           | ?          |
| A. Cavasin      | 10       | 0       | ?           | ?          | 3            | 0            | ?            | ?            | 4              | 0              | ?              | ?              | 17       | 0      | ?           | ?          |
| Dal Bello       | 0        | 0       | 0           | 0          | 0            | 0            | 0            | 0            | 3              | 0              | ?              | ?              | 3        | 0      | 0+          | 0+         |
| B. Festa        | 29       | 2       | ?           | ?          | 3            | 0            | ?            | ?            | 6              | 0              | ?              | ?              | 38       | 2      | ?           | ?          |
| G. Libera       | 14       | 3       | ?           | ?          | 0            | 0            | 0            | 0            | 0              | 0              | 0              | 0              | 14       | 3      | 0+          | 0+         |
| L. Manueli      | 21       | 2       | ?           | ?          | 1            | 0            | ?            | ?            | 3              | 0              | ?              | ?              | 25       | 2      | ?           | ?          |
| P. Marchetti    | 27       | 0       | ?           | ?          | 3            | 0            | ?            | ?            | 5              | 0              | ?              | ?              | 35       | 0      | ?           | ?          |
| G. Mastropasqua | 22       | 1       | ?           | ?          | 0            | 0            | 0            | 0            | 5              | 0              | ?              | ?              | 27       | 1      | 0+          | 0+         |
| G. Mei          | 25       | 0       | ?           | ?          | 4            | 0            | ?            | ?            | 3              | 0              | ?              | ?              | 32       | 0      | ?           | ?          |
| L. Mongardi     | 0        | 0       | 0           | 0          | 3            | 0            | ?            | ?            | 0              | 0              | 0              | 0              | 3        | 0      | 0+          | 0+         |
| A. Paina        | 20       | 2       | ?           | ?          | 4            | 1            | ?            | ?            | 5              | 3              | ?              | ?              | 29       | 6      | ?           | ?          |
| P. Percassi     | 0        | 0       | 0           | 0          | 3            | 0            | ?            | ?            | 0              | 0              | 0              | 0              | 3        | 0      | 0+          | 0+         |
| Marco Piga      | 1        | 0       | ?           | ?          | 2            | 1            | ?            | ?            | 0              | 0              | 0              | 0              | 3        | 1      | 0+          | 0+         |
| Mario Piga      | 0        | 0       | 0           | 0          | 2            | 0            | ?            | ?            | 0              | 0              | 0              | 0              | 2        | 0      | 0+          | 0+         |
| H. Pircher      | 12       | 3       | ?           | ?          | 4            | 2            | ?            | ?            | 6              | 0              | ?              | ?              | 22       | 5      | ?           | ?          |
| L. Pizzaballa   | 22       | 0       | ?           | ?          | 0            | 0            | 0            | 0            | 6              | 0              | ?              | ?              | 28       | 0      | 0+          | 0+         |
| A. Rocca        | 27       | 2       | ?           | ?          | 4            | 0            | ?            | ?            | 0              | 0              | 0              | 0              | 31       | 2      | 0+          | 0+         |
| P. Rossi        | 0        | 0       | 0           | 0          | 0            | 0            | 0            | 0            | 1              | 0              | ?              | ?              | 1        | 0      | 0+          | 0+         |
| A. Scala        | 17       | 6       | ?           | ?          | 3            | 0            | ?            | ?            | 5              | 0              | ?              | ?              | 25       | 6      | ?           | ?          |
| R. Tavola       | 27       | 3       | ?           | ?          | 2            | 0            | ?            | ?            | 6              | 1              | ?              | ?              | 35       | 4      | ?           | ?          |
| G. Vavassori    | 28       | 1       | ?           | ?          | 1            | 0            | ?            | ?            | 5              | 0              | ?              | ?              | 34       | 1      | ?           | ?          |
| R. Zavarise     | 0        | 0       | 0           | 0          | 0            | 0            | 0            | 0            | 0              | 0              | 0              | 0              | 0        | 0      | 0           | 0          |